# Spectral (revue)
Spectral est une revue de petit format en noir et blanc des éditions Artima d'abord publiée dans la collection « Comics Pocket » d’octobre 1974 à octobre 1977 (15 numéros) et de janvier 1978 à janvier 1984 (25 numéros), puis dans la collection « Comics DC Pocket/DC Arédit » de mai 1985 à avril 1988 (16 numéros).
Y furent publiés en français divers comics fantastiques et d'horreur de chez DC, tels que Swamp Thing et Saga of the Swamp Thing d'Alan Moore, Ghosts, House of Mystery, House of Secrets, Adventure Comics, Forbidden Tales of Dark Mansion, Shadow, Unexpected, Secrets of Sinister House, War is Hell, Weird Mystery Tales, Night Force,  etc.